# Schloss Bonnelles

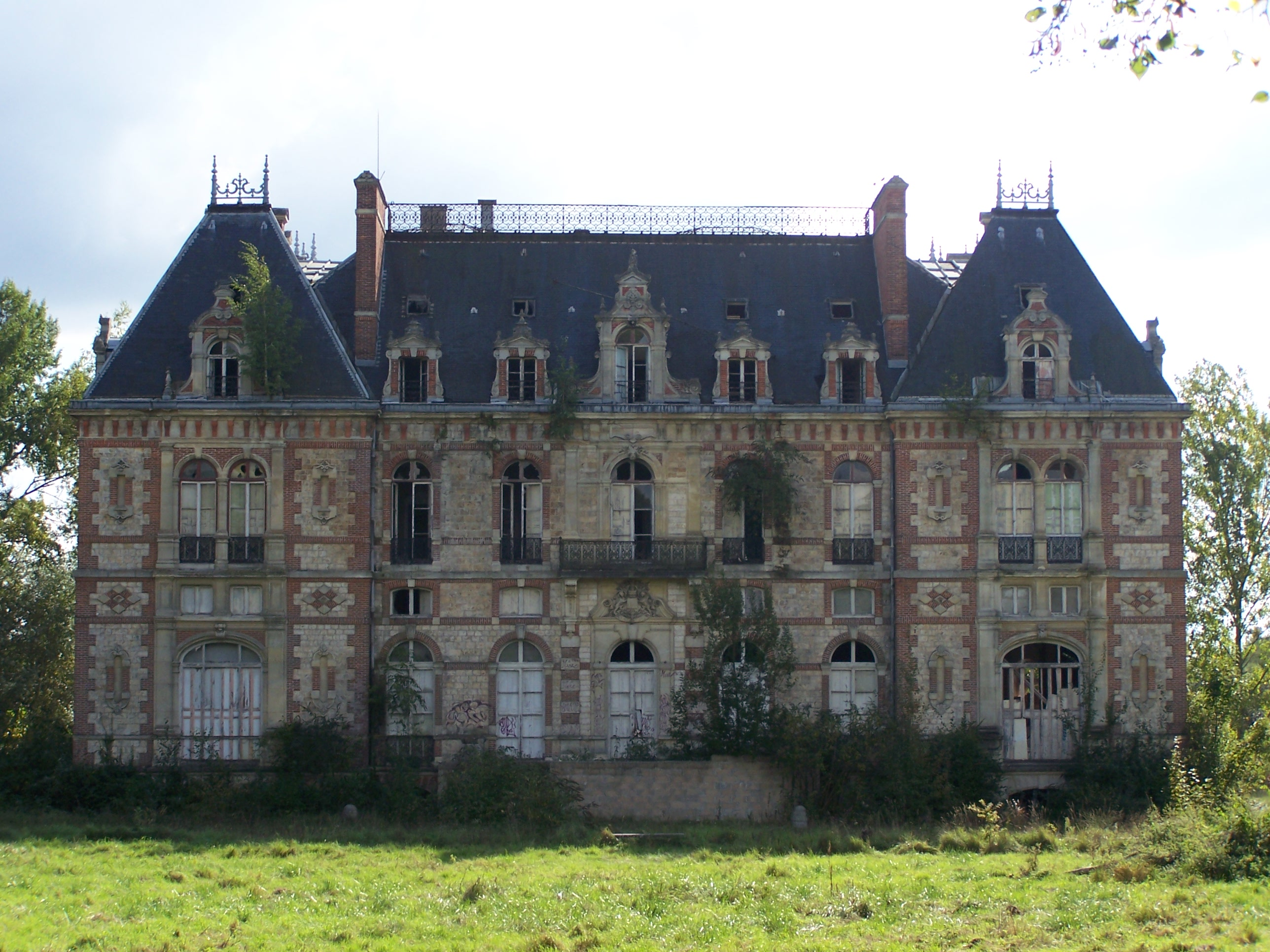
Schloss Bonnelles

Das Schloss Bonnelles befindet sich in der Gemeinde Bonnelles in der Nähe von Saint-Arnoult-en-Yvelines im Département Yvelines in Frankreich.
Das heutige Schloss im Louis-treize-Stil wurde von 1847 bis 1849 von den Architekten Joseph-Antoine Froelicher und Clément Parent erbaut und war ein wichtiges Zentrum der Parforcejagd, als es der Lieblingssitz von Anne de Rochechouart de Mortemart, Herzogin von Uzès (1847–1933), war.

## Geschichte
Diese alte Domäne liegt an der Grenze zwischen des Hurepoix und der Beauce. Ein erstes Schloss wurde hier gegen Ende des 15. oder Anfang des 16. Jahrhunderts vermutlich von der Familie La Villeneuve errichtet. Mitte des 16. Jahrhunderts wurde es durch einen neuen Flügel erweitert, und gegen Ende des 16. oder Anfang des 17. Jahrhunderts wurde ein neuer Flügel im rechten Winkel zum vorherigen gebaut.
Im 16. Jahrhundert ging das Land Bonnelles durch die Heirat (1591) von Henriette de Lamoignon, der Tochter von Chrétien de Lamoignon, mit Charles de La Villeneuve († 1592 oder 1602) kurzzeitig an die Familie Lamoignon über. Als Witwe, die ihren einzigen Sohn verloren hatte, vermachte sie Bonnelles ihrem Neffen Claude de Bullion (1568–1640), dem Sohn ihrer älteren Schwester Charlotte, der Surintendant des Finances unter Ludwig XIII. war.
Das erste Schloss, das 1724 durch einen Brand beschädigt worden war, wurde 1764 abgerissen und an seiner Stelle wurde ein neues Schloss errichtet.
1769 wurde das Schloss von Auguste-Léon de Bullion, Marquis de Bonnelles, Oberst der Dragoner, Lieutenant-général au Gouvernement de Guyenne, seinem Neffen François Emmanuel de Crussol (1728–1802), dem 9. Herzog von Uzès, vermacht, der es 1771 tatsächlich erbte. Damit ging das Anwesen in den Besitz des Hauses Crussol über. Dieses zweite Schloss mit rechteckigem Grundriss wurde 1782 verdoppelt, gleichzeitig wurden im Garten auch einige Fabriques de jardin errichtet.
Das als Emigrantengut beschlagnahmte Schloss wurde Ende des 18. Jahrhunderts abgerissen und das Anwesen lag für einige Zeit verlassen.
Nach seiner Rückkehr aus der Emigration gelang es dem 10. Herzog, Marie François Emmanuel de Crussol (1756–1843), die Rückgabe des Anwesens zu erwirken, das er dann erheblich vergrößerte.
Das heutige Schloss wurde in den Jahren 1847 bis 1849 von den Architekten Joseph-Antoine Froelicher und Clément Parent für Géraud de Crussol d’Uzès (1808–1872), den 11. Herzog von Uzès, in einem „undeutlichen Stil, der Renaissance und Ludwig XIII. vereint“, errichtet, der einen Teil des Vermögens seiner Frau, Françoise de Talhouët-Roy, die von ihrer Mutter einen Teil des enormen Grundbesitzes des Grafen Roy geerbt hatte, für das Schloss verwendete.
Die große Zeit von Bonnelles begann mit Anne de Rochechouart de Mortemart (1847–1933), einer reichen Champagner-Erbin von Veuve Clicquot Ponsardin, die durch ihre Heirat mit Emmanuel de Crussol d’Uzès (1840–1878) im Jahr 1867 Herzogin von Crussol und 1872 Herzog von Uzès wurde und eine passionierte Reiterin und Jägerin war.
Gegen Ende des 19. Jahrhunderts war das 2000 Hektar große Jagdgebiet eines der bekanntesten Zentren für Parforcejagden und Sitz der berühmten „Rallye-Bonnelles“, die 1871 von Jacques Emmanuel de Crussol d’Uzès gegründet und später von seiner Witwe fortgeführt wurde.
Die Herzogin von Uzès empfing auf Bonnelles am 5. und 6. November 1884 Großfürst Wladimir Alexandrowitsch Romanow und Großfürstin Maria Pawlowna, 1907 Amélie d’Orléans, Königin von Portugal, 1914 König Konstantin I. von Griechenland, im April 1920 Ahmad Schah Kadschar, den Schah von Persien und 1925 die Schwester des japanischen Kaisers. Während des Ersten Weltkriegs hatte die Herzogin ihr Schloss in ein Militärkrankenhaus umgewandelt und war dort selbst als Krankenschwester tätig gewesen.
Nach dem Tod der Herzogin im Februar 1933, die eine ziemlich angespannte Vermögenssituation hinterließ, wurde das Mobiliar bereits im Juli im Schloss selbst in Anwesenheit einer großen Menschenmenge verstreut. Die Bibliothek folgt im Herbst, und das Anwesen selbst wurde verkauft und ging in verschiedene Hände über:
- Nach dem Zweiten Weltkrieg beherbergte es das Seminar der Weißen Väter.
- 1965 gründete Jean Sayad das Collège-internat Charles de Foucault, das ab Mitte der 1970er Jahre zum Collège international de Bonnelles wurde, das von M. Kaminsky geleitet wurde, der das Schloss von den Weißen Vätern gekauft hatte.
- Anfang der 1990er Jahre wurde das Schloss von einem japanischen Unternehmen erworben, das plante, es in ein Golfresort umzuwandeln. Es wurde jedoch vernachlässigt und verfiel stark.
- In den 2000er Jahren wurde es von luxemburgischen Investoren aufgekauft, die planten, es in eine luxuriöse Hotelanlage umzuwandeln. Die Architekten Christian Dugelay und Jean-Édouard Girardot erstellten ein Restaurierungs- und Neugestaltungsprojekt, mit dessen Umsetzung begonnen wurde.

Die Fassaden, die Dächer und der Speisesaal wurden per Erlass vom 8. April 2010 in die Liste der historischen Monumente aufgenommen.
In der Nacht des 23. September 2008 zerstörte ein Feuer einen Großteil des Daches. Ab dem Frühjahr 2009 wurde das Schloss umfangreich repariert. Als Anfang 2015 die Gerüste entfernt wurden, offenbarte sich das wahre Ausmaß der Schäden am Gebäude. Im Jahr 2017 begannen unter der Leitung der Gesellschaft Histoire et patrimoine dann Bauarbeiten, um 44 Wohnungen von Studios bis zu Dreizimmerwohnungen zu errichten. Die Fassaden und Dächer wurden restauriert, um den Stil des denkmalgeschützten Schlosses beizubehalten. Im Jahr 2021 waren die Arbeiten abgeschlossen.
Der Schlosspark hingegen, der im Laufe des Jahres 2018 in den Besitz des ONF übergegangen ist, ist Gegenstand von Umbauarbeiten, um ihn für die Öffentlichkeit zugänglich zu machen.

## Beschreibung

### Das Hauptgebäude
Das Hauptgebäude wurde aus Backstein und grobem Sandstein (Meulière) über einem Sockel errichtet, der von Rund- oder Korbbogenfenstern durchbrochen wird. Zwei quadratische Flügel flankieren den Mittelteil, und Nebenpavillons sind so angeordnet, dass sie für große Empfänge geeignet sind.
Die Architekten richteten nach dem Wunsch der Auftraggeber einen großen Salon ein, der 25 Meter lang, am Boden 8 Meter breit und 6 Meter unter der Decke ist.
Vom Hauptgebäude aus gelangte man über eine Gewächshausgalerie oder einen Wintergarten in einen riesigen Speisesaal mit holzgeschnitzten Jagddekorationen, der in einem angrenzenden Pavillon untergebracht war. Die Küche befand sich im Untergeschoss dieses Pavillons.
Die Fassaden bestehen aus grobem Sandstein und Backsteinketten und werden durch Fenstereinfassungen und Stürze aus Quadersteinen geschmückt. Die hufeisenförmige Freitreppe führt zum Haupteingang, die mit dem Wappen der Uzès und dem Motto „Ferro non auro“ überkrönt ist.

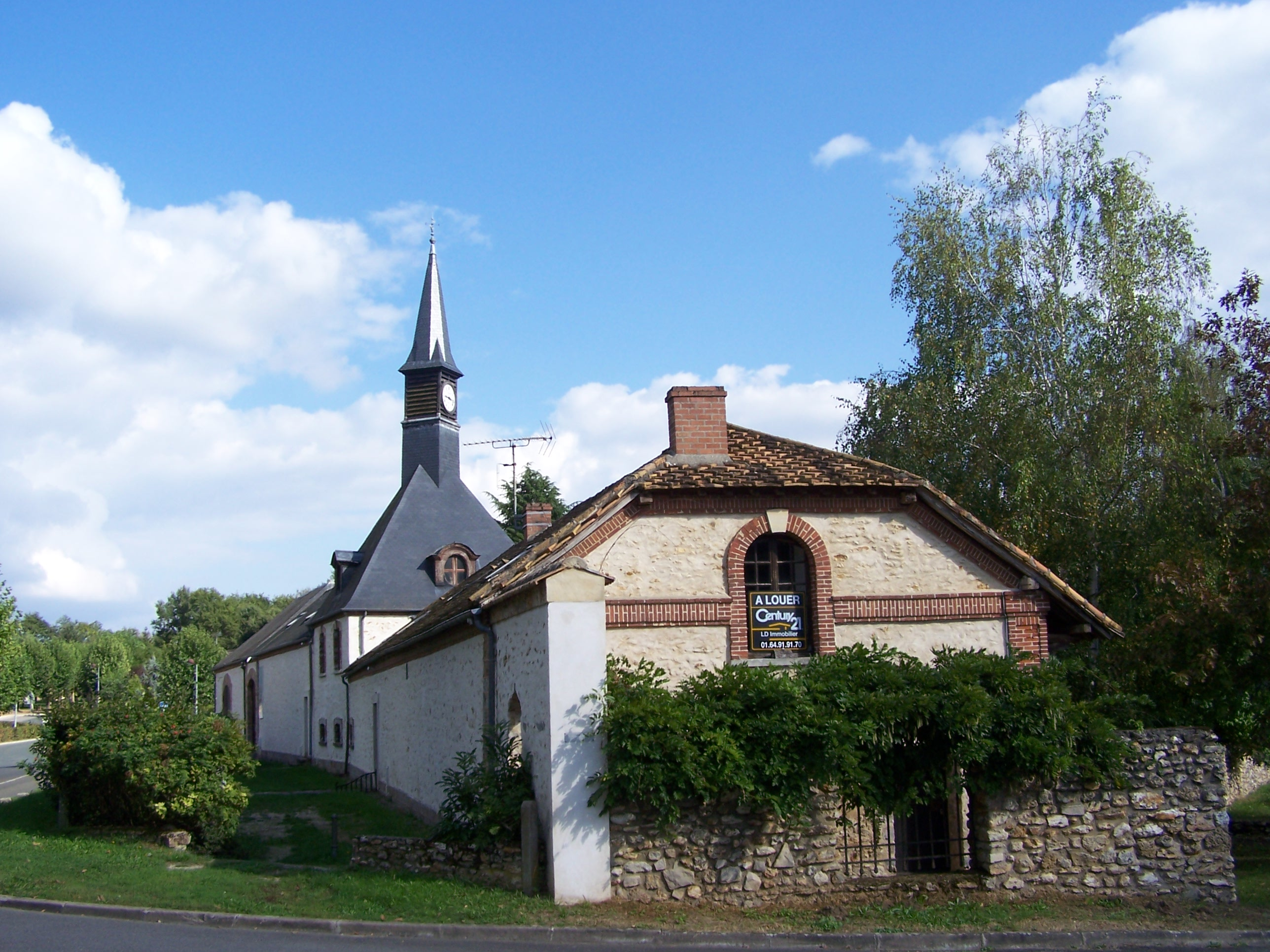
Die Louveterie

### Die Louveterie
Ein altes Nebengebäude des Schlosses, die Louveterie, wurde restauriert. Sie beherbergt heute das Kreativzentrum einer internationalen Architekturfirma. Das Nebengebäude umfasst auch einen zweiten Gebäudekörper, der heute in drei Wohnpartien mit einer Wohnfläche von etwa 600 Quadratmetern aufgeteilt ist.
Sie grenzt an einen 64 Hektar großen Park mit einer großen Vielfalt an Bäumen und Pflanzen, einem Wasserlauf, der einen kleinen, malerischen Teich mit Bootsanlegestelle speist, sowie einem Liebestempel, dem einzigen Überbleibsel der Fabriques de jardin, zu denen ein „chinesischer Pavillon“, eine Moschee und eine „Canardière“, ein kleiner achteckiger Backsteinpavillon mit Schießscharten und Strohdach, gehörten.
Er ist vom Regionalen Naturpark Haute Vallée de Chevreuse mit einer Fläche von 25.000 Hektar zwischen den Flüssen Yvette und Rémarde umgeben. Eine kleine Brücke, die in der Mitte von einem Kiosk im neugotischen Stil (um 1850) gekrönt wird, wurde 1998 im Rahmen der Verwaltung des regionalen Naturparks restauriert.
Die Teiche von Bonnelles sind ein freiwilliges Naturschutzgebiet (Réserve naturelle des Étangs de Bonnelles).